# Alfonso Calderón (militar)
Alfonso Calderón fue un militar mexicano que participó en la Revolución mexicana. Nació en el estado de Veracruz en 1880. Al estallar la lucha armada operó por la región del Cerro del Chiquihuite, Sierra de Guadalupe. Alcanzó el grado de general. Falleció en 1929.